# Ilha Berkner
A Ilha Berkner ou Ilha Hubley é uma grande ilha, alta e coberta por gelo, com cerca 320 km de comprimento e 135 km de largura máxima na Antártida, com uma área de 43.873,1 km², o que faz dela a 31ª maior ilha do mundo. É a segunda maior da Antártida em área, entre a Ilha Alexandre I, e a Ilha Thurston. A ilha Berkner está situada em 79° 30′ S, 47° 30′ O, sendo por isso a ilha mais a sul no mundo, um título que erroneamente é atribuído à Ilha de Ross. A ilha Berkner é, ao contrário da ilha de Ross, inacessível pelo mar, uma vez que se encontra completamente rodeada por uma enorme plataforma de gelo. O extremo norte da ilha está a 17 km do mar aberto.
A ilha atinge 869 m (975 m ou 3.200 pés segundo outras fontes) e separa a plataforma de gelo Ronne da plataforma de gelo Filchner. Os pontos mais altos são o Reinwarthhöhe no norte (698 m), em 78° 19′ S, 46° 20′ O, e o Thyssenhöhe no sul (869 m), em 79° 34′ S, 45° 42′ O. 
A ilha Berkner foi descoberta por expedições norte-americanas durante a época de 1957-1958 Recebeu o nome do físico Lloyd Berkner, engenheiro e explorador.